# Saturday Night Fever: The Original Movie Sound Track
Saturday Night Fever: The Original Movie Sound Track – album ze ścieżką dźwiękową do filmu Gorączka sobotniej nocy z 1977 roku, w którym wystąpił John Travolta. W Stanach Zjednoczonych płyta uzyskała status platynowej (15×) za sprzedaż przekraczającą 15 mln sztuk. Album utrzymywał się na szczycie zestawień przez 24 tygodnie (styczeń–lipiec 1978), natomiast na listach „Billboardu” przez 120 tygodni (do marca 1980). Na świecie wydawnictwo sprzedało się w liczbie blisko 40 mln egzemplarzy. Kiedy na rynek trafił album Michaela Jacksona Thriller, ścieżka dźwiękowa z filmu Gorączka sobotniej nocy była na pierwszym miejscu światowej sprzedaży albumów. W Wielkiej Brytanii album spędził 18 tygodni na 1. miejscu. Album był przykładem fenomenu muzyki disco po obu stronach Atlantyku, stając się międzynarodową sensacją. W 2012 roku ścieżkę dźwiękową umieszczono w National Recording Registry Biblioteki Kongresu.

## Geneza i nagrywanie
Po tym jak zespół Bee Gees zakończyli miksowanie albumu koncertowego Here at Last…Bee Gees…Live w Château d’Hérouville (pod Paryżem), muzycy rozpoczęli nagrywanie piosenek na potrzeby następnego albumu. Pierwszy utwór jaki zarejestrowali był „If I Can’t Have You”, ale ich wersja nie została użyta w filmie. Materiał na album nagrywany był w Château d’Hérouville, Criteria (Miami) i Cherokee Studios (Los Angeles). Barry Gibb był głównym wokalistą na wszystkich nagraniach podobnie jak to miało miejsce na Children of the World, gdzie jego głos stał się głosem Bee Gees. Śpiewając głównie falsetem i sporadycznie naturalnym chropawym głosem, Barry wykonywał większość głosów harmonijnych i wspomaganych wspólnie z Robinem i Maurice’em. Ważnym elementem podczas nagrań piosenek była gra Maurice’a na gitarze basowej i Blue Weaver grający na klawiszach i syntezatorze. Barry powiedział w wywiadzie dla czasopisma „Billboard”, że nagrywanie materiału na potrzeby filmu trwało pół roku.

Piosenki właściwie napisane były zanim film w ogóle został nam przedstawiony. Stigwood chciał nazwać film Saturday Night. My natomiast mieliśmy już „Night Fever”. Powiedzieliśmy mu, że tytuł Saturday Night nam się nie podobał, on z kolei powiedział, że nie chce nazywać filmu po prostu Night Fever. Więc przez chwilę przemyślał to, oddzwonił i powiedział: „OK, pójdźmy na kompromis. Nazwijmy go Saturday Night Fever. Nikt nie miał pojęcia, że będzie to coś wielkiego.

Utwory „(Our Love) Don't Throw it All Away” i „Warm Ride” zostały napisane podczas sesji nagraniowej Saturday Night Fever. Pierwsza piosenka została pierwotnie wydana przez Andy’ego Gibba (1978), a druga przez Grahama Bonneta (1978).
Niesprzyjające okoliczności, jak i ograniczenia terminarza pozwoliły Albhy’emu Galutenowi na stworzenie pierwszych pętli perkusyjnych dla jednej z piosenek. „My naprawdę chcieliśmy umieścić ścieżki na »Stayin’ Alive«” – twierdził Galuten. Perkusista zespołu, Dennis Bryon, wyjechał wtedy do Anglii by towarzyszyć ojcu, który był chory. W tamtych czasach automaty perkusyjne były bardzo prymitywne.

Barry i ja uważnie słuchaliśmy aby znaleźć taki takt, który pasowałby naprawdę dobrze. Każdy wie, że ważniejsze jest czucie niż precyzja w przypadku ścieżek perkusyjnych. Wybraliśmy takt, który tak dobrze pasował, że ostatecznie użyliśmy to samo zapętlenie w „Stayin’ Alive” i „More Than a Woman”, by później zamieścić je w piosence Barbry Streisand „Woman in Love”. By otrzymać zapętlenie skopiowaliśmy perkusje na ćwierćcalową taśmę. (…) Nagranie miało ludzkie brzmienie. Zdążyliśmy dograć wszystkie partie dla piosenek i wrócił Dennis, jednak nie było możliwości by pozbyć się zapętlenia”.

## Lista utworów
Strona A
| Nr | Tytuł utworu            | Wykonawca      | Autor                                 | Producent                                | Długość |
| -- | ----------------------- | -------------- | ------------------------------------- | ---------------------------------------- | ------- |
| 1. | „Stayin’ Alive”         | Bee Gees       | Barry Gibb, Robin Gibb, Maurice Gibb  | Bee Gees, Albhy Galuten, Karl Richardson | 4:45    |
| 2. | „How Deep is Your Love” | Bee Gees       | B. Gibb, R. Gibb, M. Gibb             | Bee Gees, A. Galuten, K. Richardson      | 4:05    |
| 3. | „Night Fever”           | Bee Gees       | B. Gibb, R. Gibb, M. Gibb             | Bee Gees, A. Galuten, K. Richardson      | 3:33    |
| 4. | „More Than a Woman”     | Bee Gees       | B. Gibb, R. Gibb, M. Gibb             | Bee Gees, A. Galuten, K. Richardson      | 3:18    |
| 5. | „If I Can't Have You”   | Yvonne Elliman | Barry Gibb, Robin Gibb & Maurice Gibb | Freddie Perren                           | 3:00    |
|    |                         |                |                                       |                                          | 18:41   |

Strona B
| Nr | Tytuł utworu           | Wykonawca       | Autor                                    | Producent           | Długość |
| -- | ---------------------- | --------------- | ---------------------------------------- | ------------------- | ------- |
| 1. | „A Fifth of Beethoven” | Walter Murphy   | Murphy (oparte na V symfonii Beethovena) | Thomas J. Valentino | 3:03    |
| 2. | „More Than a Woman”    | Tavares         | B. Gibb, R. Gibb, M. Gibb                | F. Perren           | 3:17    |
| 3. | „Manhattan Skyline”    | David Shire     | Shire                                    | Shire & Bill Oakes  | 4:45    |
| 4. | „Calypso Breakdown”    | Ralph MacDonald | William Eaton                            |                     | 7:51    |
|    |                        |                 |                                          |                     | 18:56   |

Strona C
| Nr | Tytuł utworu              | Wykonawca                | Autor                                  | Producent                           | Długość |
| -- | ------------------------- | ------------------------ | -------------------------------------- | ----------------------------------- | ------- |
| 1. | „Night on Disco Mountain” | David Shire              | Modest Musorgski (aranżacja: D. Shire) | Shire & Oakes                       | 5:13    |
| 2. | „Open Sesame”             | Kool and the Gang        | Robert Bell                            | Kool & the Gang                     | 4:01    |
| 3. | „Jive Talkin’”            | Bee Gees                 | B. Gibb, R. Gibb, M. Gibb              | Arif Mardin                         | 3:44    |
| 4. | „You Should Be Dancing”   | Bee Gees                 | B. Gibb, R. Gibb, M. Gibb              | Bee Gees, A. Galuten, K. Richardson | 4:14    |
| 5. | „Boogie Shoes”            | KC and the Sunshine Band | Harry Wayne Casey & Richard Finch      | Casey & Richard Finch               | 2:17    |
|    |                           |                          |                                        |                                     | 19:29   |

Strona D
| Nr | Tytuł utworu    | Wykonawca   | Autor                          | Producent                    | Długość |
| -- | --------------- | ----------- | ------------------------------ | ---------------------------- | ------- |
| 1. | „Salsation”     | D. Shire    | D. Shire                       | Shire & Oakes                | 3:51    |
| 2. | „K-Jee”         | MFSB        | Charlie Hearndon, Harvey Fuqua | Bobby Martin, Broadway Eddie | 4:13    |
| 3. | „Disco Inferno” | The Trammps | Leroy Green, Ron Kersey        | R. Kersey                    | 10:51   |
|    |                 |             |                                |                              | 18:55   |

Piosenki niewykorzystane w filmie
- „Emotion” – Samantha Sang
- „If I Can’t Have You” – Bee Gees
- „(Our Love) Don’t Throw it All Away” – Bee Gees
- „Warm Ride” – Bee Gees

## Personel
- Barry Gibb – główny wokal, wspierający wokal (ścieżki 1–4, 12–13)
- Robin Gibb – wspierający wokal (1–4, 12–13)
- Maurice Gibb – gitara basowa, wspierający wokal (1–4, 12–13)
- Alan Kendall – gitara elektryczna (1–4, 12–13)
- Blue Weaver – instrumenty klawiszowe, syntezator, fortepian (1–4, 12–13)
- Dennis Bryon – perkusja (1–4, 12–13)
- Joe Lala – perkusja (1–4)
- Stephen Stills – perkusja (13)
- Mike Baird – bębny (10)
- Michael Boddicker – syntezator (8, 10)
- Bob Bowles – gitara (5, 7)
- Dennis Budimir – gitara (10)
- Sonny Burke – fortepian (5, 7, 8); keyboard elektryczny (15)
- Eddie Cano – fortepian akustyczny (15)
- Carmine d’Amico – gitara, gitara elektryczna
- Paulinho Da Costa – perkusja (5, 7)
- Scott Edwards – bas (5, 10, 15)
- Steve Forman – perkusja (8, 10, 15)
- James Gadson – bębny (5, 7–8)
- Ralph Grierson – instrumenty klawiszowe (10)
- Mitch Hoder – gitara (8)
- Abraham Laboriel – bas (8)
- Freddie Perren – syntezator, keyboard, perkusja (5)
- Emil Richards – perkusja (10)
- Tony Terran – trąbka solowa (15)
- Lee Ritenour – gitara (8, 10, 15)
- David Shire – adaptacja (10)
- Mark Stevens – bębny (15)
- Chino Valdez – kongi (15)
- Bob Zimmitti – perkusja (5,7,15)
- John Tobler – noty opisowe
- Bill Oakes – kompilacja, nadzór nad albumem

## Single
| Rok  | Singiel                                       | Lista              | Pozycja |
| ---- | --------------------------------------------- | ------------------ | ------- |
| 1975 | „Jive Talkin’”                                | Billboard Hot 100  | 1       |
| 1976 | „A Fifth of Beethoven”                        | Billboard Hot 100  | 1       |
| 1976 | „You Should Be Dancing”                       | Billboard Hot 100  | 1       |
| 1977 | „Open Sesame – Part 1”                        | Billboard Hot 100  | 55      |
| 1977 | „How Deep Is Your Love”                       | Billboard Hot 100  | 1       |
| 1977 | „How Deep Is Your Love”                       | Adult contemporary | 1       |
| 1978 | „Night Fever”                                 | Billboard Hot 100  | 1       |
| 1978 | „Night Fever”                                 | R&B Singles        | 8       |
| 1978 | „Night Fever”                                 | Adult contemporary | 19      |
| 1978 | „If I Can’t Have You”                         | Billboard Hot 100  | 1       |
| 1978 | „Stayin’ Alive/Night Fever/More Than A Woman” | Club Play Singles  | 3       |
| 1978 | „Stayin’ Alive”                               | Billboard Hot 100  | 1       |
| 1978 | „Stayin’ Alive”                               | R&B Singles        | 4       |
| 1978 | „Stayin’ Alive”                               | Adult contemporary | 28      |
| 1978 | „Disco Inferno”                               | Billboard Hot 100  | 11      |
| 1978 | „More Than a Woman”                           | Billboard Hot 100  | 32      |
| 1978 | „Boogie Shoes”                                | Billboard Hot 100  | 35      |

## Zestawienia
| Kraj | Lista             | Pozycja |
| ---- | ----------------- | ------- |
| AU   | Kent Music Report | 1       |
| AT   | Ö3 Austria Top 40 | 1       |
| CA   | RPM               | 1       |
| NL   | MegaCharts        | 1       |
| FR   | SNEP              | 1       |
| IT   | FIMI              | 1       |
| JP   | Oricon            | 1       |
| NZ   | Recorded Music NZ | 1       |
| NO   | VG-Lista          | 1       |
| SE   | Sverigetopplistan | 1       |
| GB   | UK Albums Chart   | 1       |
| US   | Billboard 200     | 1       |
| DE   | Media Control     | 1       |

| Kraj | Lista (1978)          | Pozycja |
| ---- | --------------------- | ------- |
| AU   | Kent Music Report     | 1       |
| AU   | Austrian Albums Chart | 1       |
| CA   | RPM                   | 1       |
| NL   | MegaCharts            | 1       |
| FR   | SNEP                  | 7       |
| IT   | FIMI                  | 1       |
| JP   | Oricon                | 3       |
| GB   | UK Albums Chart       | 1       |
| US   | Billboard 200         | 1       |
| DE   | Media Control Charts  | 1       |
| Kraj | Lista (1979)          | Pozycja |
| US   | Billboard 200         | 27      |

### Listy na koniec dekady
| Kraj | Lista (1970–79) | Pozycja |
| ---- | --------------- | ------- |
| JP   | Oricon          | 9       |
| GB   | UK Albums Chart | 8       |